# Ивановская горка
Ива́новская го́рка — возвышенная местность в центре Москвы, в восточной части Белого города, один из семи московских холмов. Представляет собой бровку высокой (до 150 м над уровнем моря) террасы, обращённой к Москве-реке. Своё название получила от Ивановского монастыря, до сих пор являющегося её градостроительной доминантой.
Ивановская горка — часть Белого города, являющаяся своеобразным архитектурным заповедником и наиболее сохранной зоной исторической застройки Москвы. Здесь часто можно видеть экскурсии, в течение многих лет проходят летние практики студентов художественных училищ, снимаются фильмы.
После переименования станции метро «Площадь Ногина» в «Китай-город» именно за Ивановской горкой закрепилось ошибочное с исторической точки зрения наименование «Китай-город», в действительности до революции относившееся к району в противоположной стороне от станции метро.
Территория очерчена прекрасно сохранившимися Маросейкой и Покровкой, Покровским и Яузским бульварами, Солянкой и Лубянским проездом. Они соединены переулками, где исторически движение транспорта неактивно. Большой перепад высот уникальных холмистых участков с зелёными насаждениями создаёт неповторимый ландшафт, постоянно используемый многими художниками и кинооператорами в своих произведениях.
С 2020 года в Колпачном и Хохловском переулках компания ABDevelopment планирует строительство бизнес-центра на территории объекта культурного наследия «Палаты дьяка Украинцева» и прилегающей к нему нотопечатни Юргенсона. Законодательство РФ запрещает любые работы с памятниками архитектуры, кроме восстановительных, при этом проект девелопера подразумевает перестройку с расширением и снос нескольких зданий. С 9 августа 2020 года градозащитники выходят на еженедельную акцию «Воскресные Хохловские стояния» и ведут судебные тяжбы, чтобы не допустить разрушения исторической среды.
27 сентября 2021 года вдоль палат Украинцева начали ставить забор стройплощадки.

## История
В 1960 году комплекс зданий по адресу Хохловский переулок, 7, был признан памятником культурного наследия.

## Современность
В 2006 году после выхода в свет книги А. Л. Баталова «Церковная археология Москвы. Храмы и приходы Ивановской горки и Кулишек.», сотрудницей Москомнаследия Г. И. Науменко была подана заявка на создание охранной зоны «Достопримечательное место „Ивановская горка, Кулишки, Хитровка“». 16 октября 2008 года Историко-культурный экспертный совет (ИКЭС) Москомнаследия рассмотрел заявку местных жителей о придании статуса Объекта культурного наследия ансамблю допожарной и послепожарной застройки Хитровской площади. Решением ИКЭСА от 16.10.2008 (заключение № 16-01-4992/7-(24)-1) район Хитровской площади отнесён к Выявленным объектам культурного наследия «Достопримечательное место „Хитровка“ с окружающей застройкой в составе кварталов № 123, 124, 125, 126, 127».

### Застройка в 2020-х
Ивановская горка является наиболее сохранным историческим районом Москвы. В 2010 правительство Москвы утвердило территорию расположенного здесь памятника культуры «Палаты дьяка Украинцева», в которую вошла также нотопечатня Юргенсона. Однако уже в 2020 власти утвердили предмет охраны, включив в него только половину Г-образного здания палат, а статус второй половины понизили с федерального памятника на региональный. Весной 2020 года была предпринята попытка вырубить тополя на Даниловской аллейке, которой противостояло сообщество местных жителей. В августе 2020 стало известно, что компания ABDevelopment получила от Мосгорнаследия и Москомархитектуры разрешение на строительство комплекса коммерческой недвижимости на территории палат Украинцева, площадь новостроек составит 10 тыс. м². Ради этого планируют снести часть нотопечатни и шато Юргенсона работы архитектора Виктора Величкина, а также несколько других зданий (Хохловский пер., 7-9, стр. 6), реорганизовать и застроить Даниловскую аллейку, в усадьбах Юргенсона и Четверикова (Колпачный пер., 7 и 9) открыть заведения общепита. Проект прямо противоречит законодательству Российской Федерации, по которому на территории памятников культуры запрещены любые строительные работы, кроме восстановительных. Разрешение инстанций было выдано без проведения государственной историко-культурной экспертизы, что также противоречит законодательству. Градозащитники и горожане называют этот проект уничтожением Ивановской горки и таким агрессивным вторжением в историческую застройку, «на которое не решился даже Лужков». Согласно заключениям независимых экспертов, создание котлована под бизнес-центр и строительные работы могут привести к обрушению палат Украинцева и усадьбы Юргенсона. 9 августа 2020 года состоялась первая уличная акция защитников Ивановской горки «Воскресные Хохловские стояния», призванная привлечь внимание к проблеме и не допустить сноса исторических зданий. Акции стали еженедельными, 15 августа 2021 года состоялась 39-я по счёту встреча активистов. Три иска градозащитников с требованием отменить незаконный проект застройщика получили в суде отказ. В 2021 году мэрия объявила конкурс проектов развития культурного комплекса в палатах Украинцева, который включает лишь незначительную часть памятника, что расценивается активистами как попытка «оставить за скобками» скандал со сносом и отвлечь от него внимание горожан. Архитектор проекта Алексей Гинзбург не отрицает, что квартал будет изменён. Например, он подтвердил, что дом в Колпачном переулке, д. 9А, стр. 1 снесут, а затем перестроят «в своих габаритах и стилистике», при этом появится 2000 м² дополнительной площади, пятый этаж и подземная автостоянка. Градозащитники отмечают, что это исказит историческую панораму памятника XVII века — церкви Троицы в Хохлах, что также запрещено законом. Представители застройщика называют протестующих против застройки активистов «инициативщиками», раздувающими скандал на ровном месте.
5 декабря 2020 года Мосстройнадзор отозвал у ABDevelopment разрешение на строительство, поскольку его проект включал три строения на Даниловской аллейке — не принадлежащей девелоперу территории. 6 сентября 2021 года у проекта сменился девелопер — вместо AB Development им стала «Правда реал эстейт оппортьюнити корпорейшн». Эксперты предполагают, что из-за связанного с проектом скандала новый собственник смог приобрести участок по сниженной цене, и не исключают, что он решит строить на Ивановской горке апартаменты. 27 сентября 2021 года вдоль палат Украинцева начали ставить забор стройплощадки.

## Монастырь и церкви Ивановской горки и Кулишек
- Ивановский монастырь
- Церковь Спаса Преображения на Глинищах
- Церковь Всех Святых на Кулишках
- Церковь святых мучеников бессребреников Кира и Иоанна
- Церковь Николая Чудотворца в Подкопаях
- Церковь Рождества Пресвятой Богородицы на Кулишках
- Храм Святых Апостолов Петра и Павла у Яузских ворот
- Церковь Космы и Дамиана на Маросейке
- Храм Святого Владимира в Старых Садех
- Храм Трёх Святителей на Кулишках
- Церковь Троицы Живоначальной в Хохлах
- Московская центральная церковь евангельских христиан-баптистов
- Лютеранская церковь Святых Петра и Павла

## Переулки Ивановской горки, Кулишек, Хитровки
- Старосадский переулок
- Большой Спасоглинищевский переулок
- Малый Спасоглинищевский переулок
- Большой Ивановский переулок (ныне улица Забелина)
- Малый Ивановский переулок
- Большой Спасоглинищевский переулок
- Большой Трёхсвятительский переулок
- Малый Трёхсвятительский переулок
- Хохловский переулок
- Подколокольный переулок
- Подкопаевский переулок
- Петропавловский переулок
- Петроверигский переулок
- Певческий переулок
- Колпачный переулок
- Хитровский переулок
- Голосов переулок (упразднён в 1745 году)

## Площади Ивановской горки
- Хитровская площадь
- Хохловская площадь

## Сады и скверы Ивановской горки
- Морозовский сад
- Милютинский сад
- Парк в Спасоглинищевском переулке

## В документальных, художественных фильмах и сериалах
- Стачка (реж. Сергей Эйзенштейн, 1924).
- Шестое июля (реж. Юлий Карасик, 1968).
- Автомобиль, скрипка и собака Клякса (реж. Ролан Быков, 1974).
- Колыбельная для мужчин (1976).
- Длинное, длинное дело (1976).
- Розыгрыш (1976).
- Усатый нянь (1977)
- Петровка, 38 (1980).
- Тегеран-43 (1981).
- Чёрный треугольник (1981).
- Покровские Ворота (1982).
- Лунная радуга (1984).
- Змеелов (1985)
- Холодное лето пятьдесят третьего (1988).
- Московские каникулы (реж. Алла Сурикова, 1995).
- Хрусталёв, машину! (1998)
- Брат-2 (2000).
- Азазель (2002).
- Антикиллер (2002).
- Козлёнок в молоке (2003).
- Москва. Центральный округ (2003).
- Шпионские игры (2004).
- Четыре таксиста и собака (2004).
- Побег (2005).
- Запасной инстинкт (2005).
- Азирис Нуна (2006).
- Четыре таксиста и собака 2 (2006).
- Май (2007).
- Королёв (2007).
- Сыщик Путилин (2007).
- Чёрная молния (2009).
- Московский дворик (в производстве).
- Цыганки (1 канал).(2009)
- Индус (РТР) (2010)
- Выжить после (2013)
- Балабол (2013)